# Baguemnini
Baguemnini est une commune rurale située dans le département de Saponé de la province du Bazèga dans la région du Centre-Sud au Burkina Faso.

## Géographie
Le village est traversé par la route nationale 6.

## Santé et éducation
Les centres de soins les plus proches de Baguemnini sont le centre médical et les centres de santé et de promotion sociale (CSPS) de Saponé.